# Кенсіро Терадзі — Карлос Каньїсалес
Бій Кенсіро Терадзі — Карлос Канісалес (англ. Kenshiro Teraji vs Carlos Canizales) — професійний боксерський поєдинок між чемпіоном WBC та WBA Super у першій найлегшій вазі Кенсіро Терадзі та першим номером рейтингу WBA в першій найлегшій вазі Карлосом Каньїсалесом. Бій відбувся 23 січня 2024 року в гімназії префектури Осака в Осаці (префектура Осака, Японія). Кенсіро Терадзі здобув перемогу рішенням більшості (113–113, 114–112, 114–112).
В андеркарді українець Артем Далакян провів захист титулу WBA в найлегшій вазі проти Сейго Акуї та зазнав поразки одностайним рішенням (112–116, 109–119, 111–117).

## Передумови
Кенсіро Терадзі (22–1, 14 КО) завоював свій перший титул чемпіона світу, здолавши у травні 2018 року Ганігана Лопеса в поєдинку за пояс WBC у першій найлегшій вазі. Після цього японський боксер провів 8 успішних захистів свого титулу, допоки не поступився восени 2021 року технічним нокаутом Масамічі Ябукі. У матчі реванші, що відбувся в березні 2022 року, Терадзі здолав суперника нокаутом в третьому раунді і повернув всі свої титули. Далі японець провів об'єднавчий поєдинок проти свого співвітчизника Хірото Кіогучі, в якому завдяки технічному нокауту в сьомому раунді додав до своєї колекції поясів титул WBA Super. Далі Кенсіро здолав до цього непереможного американця Ентоні Оласкуагу, а 18 вересня 2023 нокаутував Хеккі Бадлера.
Карлос Канісалес (26–1–1, 19 КО), 1-й номер рейтингу WBA у першій найлегшій вазі, вперше поборовся за головний пояс однієї з чотирьох основних боксерських організацій у 2016 році, коли провів бій проти Рьоічі Тагучі. Тоді поєдинок закінчився нічиєю. За два роки венесуельцю все ж вдалося завоювати пояс WBA, здолавши в Японії одностайним рішенням Рейю Коніші. Провівши 2 успішні захисти, у 2021 Карлос поступивсятехнічним нокаутом Естебану Бермудесу і втратив титул. У червні 2023 Каньїсалес став обов'язковим претендентом на пояс WBA, коли здолав у елімінаторі Данієля Мателлона.

## Час початку
Мейнкард розпочався об 11:00 за київським часом.

## Транслятори
В Україні трансляція поєдинку пройшла на телеканалі XSPORT.

## Суддівські записки
| Суддя        | Боксер           | 1  | 2  | 3  | 4  | 5  | 6  | 7  | 8  | 9  | 10 | 11 | 12 | Загалом |
| ------------ | ---------------- | -- | -- | -- | -- | -- | -- | -- | -- | -- | -- | -- | -- | ------- |
| Джеремі Гейз | Кенсіро Терадзі  | 9  | 10 | 8  | 10 | 10 | 9  | 10 | 9  | 10 | 9  | 10 | 9  | 113     |
| Джеремі Гейз | Карлос Канісалес | 10 | 8  | 10 | 9  | 9  | 10 | 9  | 10 | 9  | 10 | 9  | 10 | 113     |
|              |                  |    |    |    |    |    |    |    |    |    |    |    |    |         |
| Чжун Бе Лім  | Кенсіро Терадзі  | 9  | 10 | 8  | 10 | 10 | 10 | 9  | 10 | 9  | 9  | 10 | 10 | 114     |
| Чжун Бе Лім  | Карлос Канісалес | 10 | 8  | 10 | 9  | 9  | 9  | 10 | 9  | 10 | 10 | 9  | 9  | 112     |
|              |                  |    |    |    |    |    |    |    |    |    |    |    |    |         |
| Омар Мінтун  | Кенсіро Терадзі  | 9  | 10 | 8  | 9  | 10 | 10 | 10 | 10 | 9  | 9  | 10 | 10 | 114     |
| Омар Мінтун  | Карлос Канісалес | 10 | 8  | 10 | 10 | 9  | 9  | 9  | 9  | 10 | 10 | 9  | 9  | 112     |
| Джерело:     |                  |    |    |    |    |    |    |    |    |    |    |    |    |         |